# La Radio de Penco

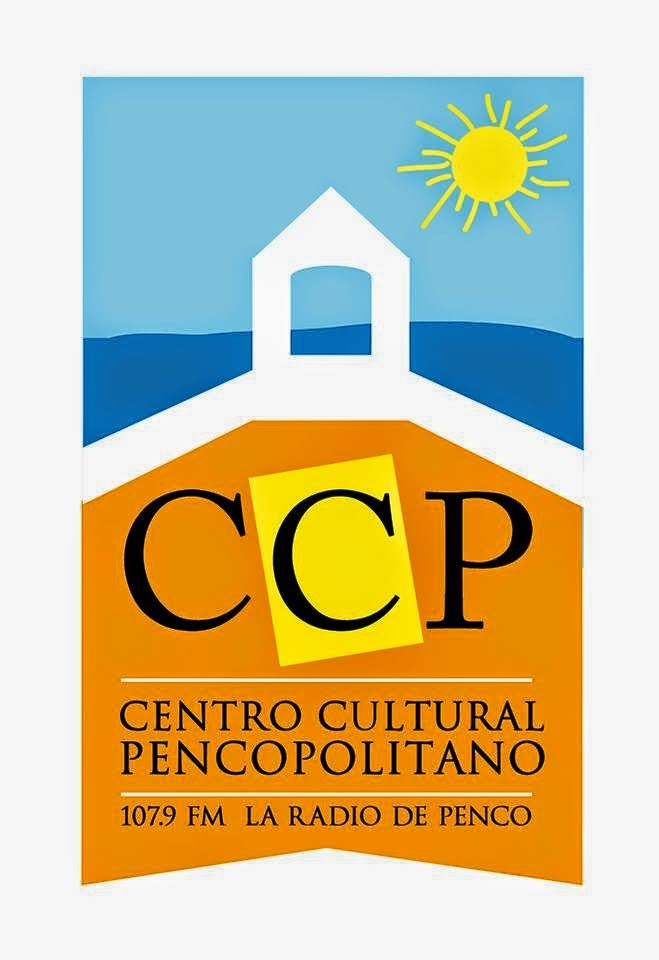
Logo del Centro Cultural Pencopolitano (CCP), actual administrador de la Radio de Penco 107.7 FM

"La Radio de Penco" es una estación de radio de la ciudad de Penco. Se ubica en el dial 107.7 MHz. de la frecuencia modulada.   

## Historia
Fue inaugurada en 2001 bajo gestión municipal del entonces alcalde Ramón Fuentealba Hernández (militante de la Democracia Cristiana). En sus inicios se ubicaba en la frecuencia 107.9 MHz., orientando desde entonces su programación a la comunidad de Penco en general, pero con principales enfoques hacia las jefas de hogar, adultos mayores, música de décadas anteriores (destacando éxitos de la "Nueva Ola" nacional e internacional, tangos y otros géneros) y datos municipales.
A través de los años, la emisora ha tenido la característica de defender los intereses de los alcaldes de turno, tal como ocurrió bajo el período de Guillermo Cáceres Collao entre 2004 y 2012. Una gran falencia fue que su entonces director Francisco Barría (hoy destituido) no se puso el día con la concesión radial, corriendo el gran riesgo de que la radio desapareciera. 
A partir de 2010, se impusieron cambios en la legislación sobre radios comunitarias, en virtud de los cuales se aplicaron limitaciones al control municipal de la administración de las emisoras. Debido a esto, la administración de la emisora pasó a manos de la entidad Centro Cultural Pencopolitano (CCP), una agrupación cultural creada precisamente para ello.
En la primavera de 2012 se vieron una serie de irregularidades en la radio, por ejemplo que un mismo locutor tuviera que conducir varios programas durante el día. Aunque la crítica más fuerte, por tratarse de defender a un alcalde de derecha, fue que quienes trabajaron allí eran cómplices de los constantes ataques tanto a la oposición política de la comuna, como al entonces candidato demócratacristiano Víctor Hugo Figueroa Rebolledo y al sector de la entonces Nueva Mayoría.
Tras asumir Víctor Hugo Figueroa como alcalde de Penco el 18 de diciembre de 2012, un gran hito se da en La Radio de Penco, ya que la comuna pasó a ser la única de la Región del Biobío donde se transmite el consejo municipal y de forma pública por medio de esta señal.
A fines de 2016, la emisora suspendió temporalmente sus transmisiones para facilitar los trabajos de cambio y reposición de su antena transmisora y, en paralelo, efectuar un cambio en la posición del dial, reiniciando sus emisiones a principios de 2017, en la frecuencia 107.7 MHz., 

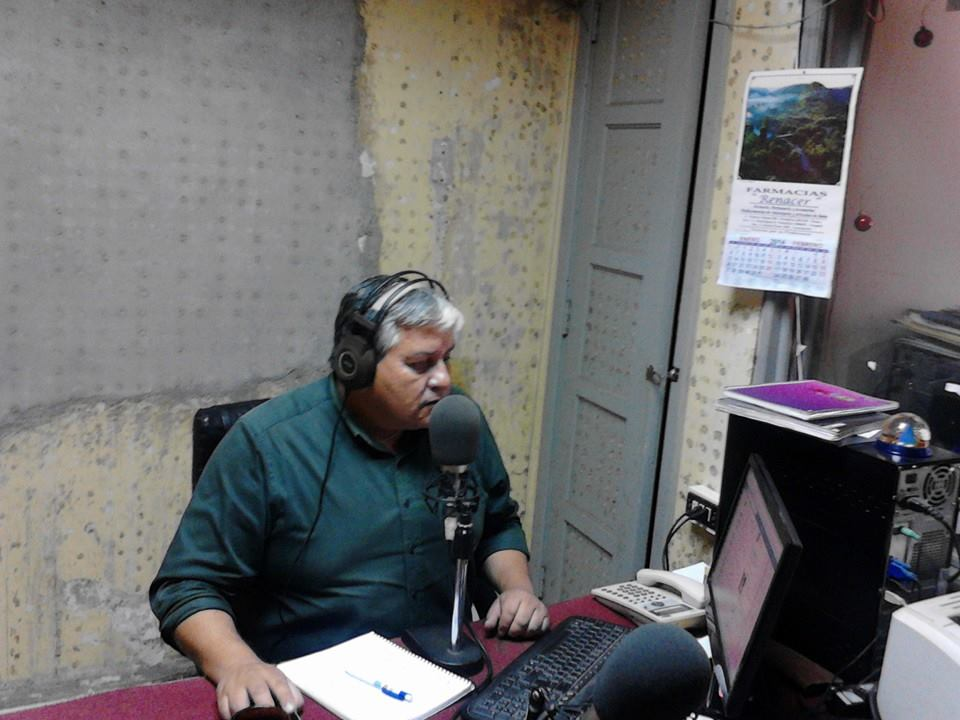
Mario Raúl Montecinos Arévalo, locutor de La Radio de Penco 107.7 FM

## Programación
- La Radio de Penco transmite programas sólo de lunes a sábado. Mientras que en algunos domingos se trasmite en directo la Misa Católica, y durante los feriados sólo se toca música automatizada sin pausas comerciales.

## Otras formas de interacción con la comunidad
Cada año la Radio de Penco organiza sus bingos comunitarios en el Liceo Pencopolitano, cuyos fondos son recaudados para gestionar obras culturales para Penco.